# Nov latin
Le nov latin est un projet de langue auxiliaire internationale présenté par Daniele Rosa en 1890.

## Histoire
À la fin du XIXe siècle, l'une des questions occupant les lettrés européens est celle de la langue internationale. En effet, le déclin du latin comme langue de communication entre intellectuels de différents pays rend les échanges internationaux plus difficiles, et les scientifiques doivent maîtriser plusieurs langues pour dialoguer avec leurs confrères étrangers. Dans ce contexte, un certain nombre de langues construites sont mises au point pour faciliter la communication internationale, dont le volapük de Johann Martin Schleyer ou l'espéranto de Louis-Lazare Zamenhof.
Inspiré par le succès du volapük tout en lui trouvant de nombreux défauts, l'éditeur britannique George J. Henderson imagine en 1888 la lingua, un système mêlant grammaire anglaise et vocabulaire latin. Son projet n'a que peu de succès, mais l'idée d'une simplification du latin inspire le biologiste italien Daniele Rosa, alors directeur du musée zoologique de Turin, qui publie en 1890 un article où il présente sa propre langue, le nov latin,.

## Description
Le nov latin repose sur deux principes fondamentaux : il doit être lisible immédiatement, ou après la lecture de quelques lignes d'explications préliminaires, par les lettrés de tous pays ; et il doit pouvoir être écrit de même, sans aucun nouveau dictionnaire.
Pour ce faire, Rosa adopte l'alphabet latin amputé du y — « syntaxe » s'écrit sintax —, la prononciation italienne du latin, l'accentuation latine, et une grammaire simplifiée à tendance analytique : les déclinaisons sont supprimées et remplacées par des prépositions comme de ou ad, tandis que les verbes varient uniquement selon le temps et non selon la personne. Le pluriel des noms est indiqué par -s ou -es selon des règles d'euphonie ; les adjectifs restent invariables. Les pronoms personnels me (« je »), te (« tu »), il ou ila (« il/elle »), nos (« nous »), vos (« vous ») et ils ou ilas (« ils/elles ») permettent d'indiquer la personne des verbes, le temps étant quant à lui indiqué par des auxiliaires ou des terminaisons.
Quant au vocabulaire, il est directement dérivé du latin selon quelques règles simples : les noms et adjectifs sont pris sous la forme de leur génitif singulier auquel on retire la terminaison (-e, -i, -is ou -us) : tabula (« table »), dont le génitif singulier latin est tabulae, devient ainsi tabula, tandis que corpus (« corps »), de génitif singulier corporis, devient corpor, ou que fructus (« fruit »), de génitif singulier fructus, devient fruct. Les verbes, quant à eux, sont formés en retirant à la forme infinitive de leurs homologues latins (sauf exceptions liés aux verbes déponents ou irréguliers) la terminaison -e : habere (« avoir ») devient ainsi haber, tandis que amare (« aimer ») devient amar ; les autres mots sont presque tous empruntés au latin sans modification. Rosa admet également les mots internationaux absents du latin classique, comme telephonar (« téléphoner »).

## Exemple de texte
« Le nov latin non requirer pro le sui adoption aliq congress. Omnes poter, cum les praecedént regulas, scriber statim ist lingua, etiam, si ils voler, cum parv individual modificationes, ils deber solum anteponer ad le lor opuscul un parv praeliminari explication sicut il qui star in le prim pagina de ist nota. Sic faciént ils vol valide cooperar ad le universal adoption de ist international lingua et simul ils vol poter star legé ab un mult major numer de doctes quam si ils haber scribé in quilibet alter vivént lingua. »
« Le nov latin n'a besoin d'aucun congrès pour être adopté. Tout un chacun peut, avec les règles précédentes, écrire sans hésitation dans cette langue, et même, s'il le souhaite, avec de petites modifications individuelles — il doit seulement mettre en tête de son opuscule une brève explication préliminaire à l'image de celle qui se trouve en première page de cette brochure. Ce faisant, il contribuera effectivement à l'adoption universelle de cette langue internationale et pourra être lu simultanément de bien plus de lettrés que s'il avait écrit en toute autre langue vivante. »